# EACH TIME -30th Anniversary Edition-
『EACH TIME -30th Anniversary Edition-』（イーチ・タイム サーティース・アニバーサリー・エディション）は、2014年3月21日に発売された、大滝詠一のアルバム『EACH TIME』のリイシュー・アルバム。

## 解説
ナイアガラ30周年記念の最後を飾る記念アルバム。“Final Complete EACH TIME”と名付けられた本作は、曲順もあらたな『EACH TIME』の最終型となる“30th Anniversary Edition”。大滝詠一本人による2013年リマスター音源を使用し、初公開となる純カラオケ・バージョンを収録したボーナス・ディスクのディスク2を加えた2枚組での発売。初回盤はデジパック＋三方背ボックスによる、初回仕様限定盤。また、大滝とゆかりの関係者数名の文章が寄稿された号外“EACH TIMES”も封入。大滝は2013年12月に死去したが、11月にはリマスタリング作業を終えていたため、予定通りリリースされた。今回、初披露となるディスク2のカラオケ・ヴァージョンは、大滝の神経が細部にまで行き届いた完璧な音作りに否応なく耳を奪われる。曲に駆使されたSEの意図や曲の構成そのものが、歌入りヴァージョンより明確に感じ取れるのが聴きどころとなる。
本作のリリースに合わせて2011年に復活、完全生産限定盤としてリリースされたCD12枚組のボックス・セット『NIAGARA CD BOOK I』もアンコール・プレスにて同時発売された。

## 収録曲
全曲作詞：松本隆、作曲：大瀧詠一

### disc 1
1. 夏のペーパーバック  –  (3:54)
イントロ部分の楽器がやや少なめに構成され、間奏のサックス・ソロが別テイクのバージョン（『Complete EACH TIME』[注釈 3]収録）。
2. Bachelor Girl  –  (4:37)
3. 木の葉のスケッチ  –  (4:16)
4. 魔法の瞳  –  (4:46)
5. 銀色のジェット  –  (4:07)
6. 1969年のドラッグレース  –  (4:55)
7. ガラス壜の中の船  –  (5:42)
8. ペパーミント・ブルー  –  (4:58)
9. 恋のナックルボール  –  (3:12)
10. レイクサイド ストーリー  –  (5:41)
1991年盤同様、エンディングがフェード・アウトする長めのバージョン。
11. フィヨルドの少女  –  (3:59)

### disc 2 TRACKS
disc1 1~11のオリジナル・カラオケを収録
1. 夏のペーパーバック  –  (3:57)[1]
2. Bachelor Girl  –  (4:38)[1]
パートによって、ストリングスに加えパーカッションやキーボードなどが曲に彩りを添えていることがおのずと伝わってくる[book 1]。
3. 木の葉のスケッチ  –  (4:30)[1]
エンディングがフェイド・アウトせずに終わる（ボーカル入りは『Complete EACH TIME』[注釈 3]収録）。
4. 魔法の瞳  –  (4:49)[1]
曲中で多用されていた音の仕掛けが、偏執狂的なまでに左右チャンネル、果てはセンターの奥行方向でも駆使されていることに気付かされる。遊び心溢れるというと微笑ましくも映るが、ミックスする側の労力も半端ではなかったかと察せられる[book 1]。
5. 銀色のジェット  –  (4:10)[1]
6. 1969年のドラッグレース  –  (4:55)[1]
7. ガラス壜の中の船  –  (5:26)[1]
8. ペパーミント・ブルー  –  (5:01)[1]
9. 恋のナックルボール  –  (3:13)[1]
10. レイクサイド ストーリー  –  (5:29)[1]
1984年盤の歌入りと異なり、一度フェード・アウトせずエンディングまで音量がそのままになっているエンディング付きバージョン。
11. フィヨルドの少女  –  (3:58)[1]

## クレジット
| All Songs Written by 松本隆 & 大瀧詠一 |  |  |
|                                        |  |  |

| Musicians |                                                     |   | |
|           | Drums                                               | ; | 上原“EXOTICS”裕、林“DRAGON”立夫、青山“WEDDING MARCH”純                                                                                                 |
|           | E.Bass                                              | ; | 長岡“AKAGAI”道夫 |
|           | Guitars                                             | ; | 鈴木“微熱少年”茂、村松“GREEN WATER”邦男、徳武“NASHVILLE”弘文、吉川“長老”忠英、安田“ヤッさん”裕美、石川“元老”鷹彦、笛吹利明、三畑卓次、鳴海寛、加藤達雄 |
|           | Keyboards                                           | ; | 国吉“外泊禁止” 良一、難波“エマーソン”弘之、井上“SAAB”鑑、中西“拳症炎”康晴                                                                              |
|           | Synth.Prog                                          | ; | 松武“第3京浜”秀樹 |
|           | L.Perc                                              | ; | 鳴島“ナルちゃん”英治、浜口“エガワ”茂外也、斉藤“月見うどん”ノブ、川瀬“デモテープ”正人、阿達彰義、菅原由紀                                               |
|           | Wood Bass                                           | ; | 小泉信美雄 |
|           | Harp                                                | ; | 山川恵子、入江愛子、野畑潤子、張谷恭子 |
|           | Accordion                                           | ; | 岡田徹 |
|           | Clarinet                                            | ; | Mr.北村英治 |
|           | Oboe                                                | ; | 大野守 |
|           | Vibraphone                                          | ; | 金山功 |
|           | Sax                                                 | ; | Jake H.Concepsion |
|           | Chorus                                              | ; | 伊集加代子、和田夏代子、鈴木宏子 |
|           | Cheer Boys                                          | ; | PERCUSSION GROUP 72 |
|           | Strings                                             | ; | 加藤ジョー・グループ |
|           |                                                     |   | |
|           | Strings Arrange ; 井上鑑                            |   | |
|           |                                                     |   | |
|           | SPECIAL GUEST ; MATTI LUHTALA (Guitar) from Finland |   | |

| Studio All Nighters                                                          | |
|                                                                              | Ω大森、ブッシュマンナベ、歌舞伎町松尾、ぼくちゃん太田、 XEVIOUSアトム、OLYMPIC芳川、DRE2台川部、 ハーモナイザー宮田、DELETE津久間、余下吉太、SEDICいのう、 MYアガリ3好、スケジュール・シスターズ（土屋幸子、浅香友美子）、 RACOON佐藤、笠井“CUTTING ENGINEER”鉄平、松殿オーナー、 Flowrin G.H.、カフェ・バーVEGA、赤坂フォンテーヌ |
|                                                                              | |
|                                                                              | Recorded & Remixed at STUDIO“不夜城”Shinanomachi & Roppongi |
|                                                                              | STUDIO COMMAND & HYPER NECAM DRIVED by クローク |
|                                                                              | PAPILAPOPAスタジオ退屈男 大野“オニギリ1人占め”邦彦 |
|                                                                              | Engineer ; 吉田“ユンケルMIX”保 |
|                                                                              | |
| Each Times 定期購売者一覧                                                    | |
|                                                                              | 白川隆三、浜野啓介、河合“Aykroyd”マイケル (CBS/SONY) 松本隆、清水桂子 (Termini)、伊部誠 (CMC) キャンキャン中山、フリー平原、小滝詠司 (Mitaka Group) 中山泰、養父正一、河田久雄 (Design) 朝妻一郎、Pop-cicle木崎、Mr. Chibumaker (60's Fun Club) 前島“キヨーレオピン”洋児、塚田“出前一丁”千春、 増田“チェーン1時間”真一、山縣“再就職”裕子、 梅田“安産”智恵子、小出“バイブル”豊子、 野口“フォークの火を消すな”健作、ジャマイカ・イタル、 金田一“ハマッコ”伴内 (NIAGARA Staff) |
|                                                                              | |
| 駅売り愛読者一覧                                                             | |
|                                                                              | 佐藤“No.1バンド”輝雄、“課長職”竹内、“梅木マリ”光原、 桜井“サクラ”聖子、五月“辰徳”夢子、土門“ミレーヌ”壌、 小田“パソコン”創 (Radio Staff) 伊藤アキラ、大森昭男、関口直人 (Cider Trio) 杉山“ゴルフ”垣太郎、Sun山田、本部長西村 (Video Staff) アキレスケン中川、ギックリゴシ立原、Gals田中 (Book Staff) |
|                                                                              | |
| 新規購買者                                                                   | |
|                                                                              | 城田雅昭 |
|                                                                              | |
| Produced by 大瀧詠一 For Niagara Enterprises                                 | |
|                                                                              | |
| Remasterd on Oct. & Nov. 2013 Engineer : 内藤哲也 (Sony Music Studios Tokyo) | |

## リリース日一覧
| 地域 | リリース日    | レーベル                          | 規格 | カタログ番号 | 備考 |
| ---- | ------------- | --------------------------------- | ---- | ------------ | --- |
| 日本 | 2014年3月21日 | NIAGARA ⁄ Sony Music Records Inc. | 2CD  | SRCL 8005~6  | 『EACH TIME』30thリマスターをディスク1に、ディスク1全曲の純カラオケ（初公開）をディスク2に収録した2枚組。初回仕様限定盤はデジパック+三方背の特別仕様。また、大滝詠一とゆかりの深い関係者数名の文章が寄稿された号外“EACH TIMES”も封入。 |